# Сборная Швейцарии по теннису в Кубке Дэвиса
Сборная Швейцарии в Кубке Дэвиса (нем. Schweizer Davis-Cup-Mannschaft) — мужская сборная команда, представляющая Швейцарию в Кубке Дэвиса, крупнейшем международном теннисном соревновании на уровне национальных сборных. Победитель турнира 2014 года, финалист турнира 1992 года.

## История
Сборная Швейцарии провела свои первые игры в Кубке Дэвиса летом 1923 года, дойдя до полуфинала турнира претендентов после побед над соперниками из Чехословакии и Аргентины. После этого долгое время ей не удавалось показать аналогичного результата, и в основном она выбывала из борьбы за трофей уже в первом или втором матче сезона. Тем не менее в 1980 году швейцарцам удалось дойти до полуфинала европейского зонального турнира после побед над сборными Израиля и Венгрии и обеспечить себе место в первом розыгрыше Мировой группы, состоявшемся в 1981 году.
В Мировой группе сборная Швейцарии с первого раза не задержалась, проиграв в первом же круге чехословакам, а в плей-офф — мексиканцам. Только в 1987 году, победив в финале Европейской группы сборную СССР (за которую выступали тогда Александр Зверев и Андрей Чесноков), Якоб Хласек, Клаудио Медзадри и Хайнц Гюнтхардт вновь вывели швейцарскую команду в высший дивизион мирового командного тенниса. После этого швейцарцы почти каждый год участвовали в розыгрыше Кубка Дэвиса в Мировой группе, в следующие 20 лет покинув её лишь трижды — на сезоны 1989, 1991 и 1994 годов. Интересно, что именно в промежутке между двумя вылетами из Мировой группы, в 1992 году, швейцарская команда показала свой лучший за историю результат в Кубке Дэвиса — победив в гостевом четвертьфинальном матче Мировой группы сборную Франции, Хласек и ставший в этом сезоне олимпийским чемпионом Марк Россе затем довели команду до финала, где уступили американцам.
В 2003 году новая победа над французами позволила швейцарской сборной, основой состава которой были Россе и молодой Роджер Федерер, попасть в полуфинал Мировой группы. Однако в 2007 году два поражения — сначала от испанцев, а затем от чехов — впервые за полтора десятилетия отправили швейцарскую команду в Европейско-африканскую группу. Вернувшись в Мировую группу через год, швейцарцы во главе со Станисласом Вавринкой вновь покинули её в 2010 году, сенсационно проиграв всухую матч плей-офф сборной Казахстана, за которую выступали трое бывших россиян — Андрей Голубев, Михаил Кукушкин и Юрий Щукин. Как и в прошлые разы, швейцарцам удалось восстановить статус уже через год, а в 2014 году они во второй раз в истории вышли в финал Мировой группы, а затем впервые завоевали трофей, одержав победу над сборной Франции.

### Участие в финалах (2)
| Результат | Год  | Место проведения       | Покрытие | Команда                 | Соперники                                           | Счёт |
| --------- | ---- | ---------------------- | -------- | ----------------------- | --------------------------------------------------- | ---- |
| Поражение | 1992 | Форт-Уэрт, США         | Хард(i)  | М. Россе, Я. Хласек     | США: А. Агасси, Дж. Курье, Дж. Макинрой, П. Сампрас | 1-3  |
| Победа    | 2014 | Вильнёв-д’Аск, Франция | Грунт(i) | Р. Федерер, С. Вавринка | Франция: Ж.-В. Тсонга, Г. Монфис, Р. Гаске          | 3-1  |

## Рекорды и статистика

### Команда
Швейцарская команда участвовала в самой длинной игре в истории Кубка Дэвиса: в первом круге Мировой группы 2013 года Станислас Вавринка и Марко Кьюдинелли боролись со своими чешскими соперниками 7 часов и 1 минуту. Это второй по продолжительности матч в истории тенниса, уступающий только марафонскому поединку Джона Изнера и Николя Маю в первом круге Уимблдонского турнира 2010 года. Пятый сет этой игры, состоявший из 46 геймов, является самым длинным решающим сетом в истории парных встреч в Кубке Дэвиса и самым длинным сетом в обоих разрядах с момента основания Мировой лиги.
- Сыграно сезонов — 90
  - Из них в Мировой лиге — 28
- Самая длинная серия побед — 5 (1991—1992, включая победы над командами СССР, Новой Зеландии, Нидерландов, Франции и Бразилии)
- Самая крупная победа — 5:0 по играм, 13:0 по сетам, 78:22 по геймам ( Тунис —  Швейцария, 1985)
- Самый долгий матч — 21 час 2 минуты ( Швейцария —  Франция 2:3, 2001)
  - Наибольшее количество геймов в матче — 275 ( Швейцария —  Франция 2:3, 2001)
- Самая долгая игра — 7 часов 1 минута ( М. Кьюдинелли/С. Вавринка —  Т. Бердых/Л. Росол 4-6, 7-5, 4-6, 7-6(3), 22-24, 2013)
  - Наибольшее количество геймов в игре — 91 ( М. Кьюдинелли/С. Вавринка —  Т. Бердых/Л. Росол 4-6, 7-5, 4-6, 7-6(3), 22-24, 2013)
- Наибольшее количество геймов в сете — 46 ( М. Кьюдинелли/С. Вавринка —  Т. Бердых/Л. Росол 4-6, 7-5, 4-6, 7-6(3), 22-24, 2013)

### Игроки
- Наибольшее количество сезонов в сборной — 15 (Хайнц Гюнтхардт, Роджер Федерер)
- Наибольшее количество матчей — 30 (Хайнц Гюнтхардт)
- Наибольшее количество игр — 79 (Якоб Хласек, 49—30)
- Наибольшее количество побед — 52 (Роджер Федерер, 52—18)
  - В одиночном разряде — 40 (Роджер Федерер, 40—8)
  - В парном разряде — 15 (Якоб Хласек, 15—10)
  - В составе одной пары — 7 (М. Гюнтхардт/Х. Гюнтхардт 7—5; М. Россе/Я. Хласек 7—5)
- Самый молодой игрок — 15 лет 354 дня (Жером Ким, 1 февраля 2019)
- Самый возрастной игрок — 39 лет 128 дней (Димитрий Стурдза, 17 марта 1978)

## Состав в 2023 году
- Стэн Вавринка
- Леандро Риеди
- Марк-Андреа Хюслер
- Доминик Штриккер

Капитан: Северин Люти

## Недавние игры

### Групповой этап 2023
| Австралия 3 | Манчестер Арена, Манчестер, Великобритания 16 сентября 2023 Хард (i) | Манчестер Арена, Манчестер, Великобритания 16 сентября 2023 Хард (i) | Швейцария 0 |     |   |  |
| \| \| \| \| 1 \| 2 \| 3 \| \| \| - \| \| ----------------------------------------------------------------- \| --- \| --- \| - \| \| \| 1 \| \| Танаси Коккинакис Доминик Штриккер \| 6 3 \| 7 5 \| \| \| \| 2 \| \| Алекс де Минор Марк-Андреа Хюслер \| 6 4 \| 6 3 \| \| \| \| 3 \| \| Макс Пёрселл / Мэттью Эбден Марк-Андреа Хюслер / Доминик Штриккер \| 6 2 \| 6 4 \| \| \| |                                                                      |                                                                      |             |     |   |  |
| |                                                                      |                                                                      | 1           | 2   | 3 |  |
| 1 | Австралия · Швейцария                                                | Танаси Коккинакис Доминик Штриккер                                   | 6 3         | 7 5 |   |  |
| 2 | Австралия · Швейцария                                                | Алекс де Минор Марк-Андреа Хюслер                                    | 6 4         | 6 3 |   |  |
| 3 | Австралия · Швейцария                                                | Макс Пёрселл / Мэттью Эбден Марк-Андреа Хюслер / Доминик Штриккер    | 6 2         | 6 4 |   |  |

| Великобритания 2 | Манчестер Арена, Манчестер, Великобритания 15 сентября 2023 Хард (i) | Манчестер Арена, Манчестер, Великобритания 15 сентября 2023 Хард (i) | Швейцария 1 |     |     |  |
| \| \| \| \| 1 \| 2 \| 3 \| \| \| - \| \| ----------------------------------------------------------- \| ---- \| --- \| --- \| \| \| 1 \| \| Энди Маррей Леандро Риеди \| 67 9 \| 6 4 \| 6 4 \| \| \| 2 \| \| Кэмерон Норри Стэн Вавринка \| 5 7 \| 4 5 \| \| \| \| 3 \| \| Нил Скупски / Дэниел Эванс Стэн Вавринка / Доминик Штриккер \| 6 3 \| 6 3 \| \| \| |                                                                      |                                                                      |             |     |     |  |
| |                                                                      |                                                                      | 1           | 2   | 3   |  |
| 1 | Великобритания · Швейцария                                           | Энди Маррей Леандро Риеди                                            | 67 9        | 6 4 | 6 4 |  |
| 2 | Великобритания · Швейцария                                           | Кэмерон Норри Стэн Вавринка                                          | 5 7         | 4 5 |     |  |
| 3 | Великобритания · Швейцария                                           | Нил Скупски / Дэниел Эванс Стэн Вавринка / Доминик Штриккер          | 6 3         | 6 3 |     |  |

| Франция 3 | Манчестер Арена, Манчестер, Великобритания 12 сентября 2023 Хард (i) | Манчестер Арена, Манчестер, Великобритания 12 сентября 2023 Хард (i) | Швейцария 0 |     |     |  |
| \| \| \| \| 1 \| 2 \| 3 \| \| \| - \| \| ------------------------------------------------------------------ \| --- \| --- \| --- \| \| \| 1 \| \| Адриан Маннарино Доминик Штриккер \| 3 6 \| 6 1 \| 6 4 \| \| \| 2 \| \| Юго Эмбер Стэн Вавринка \| 6 4 \| 6 4 \| \| \| \| 3 \| \| Николя Маю / Эдуар Роже-Васслен Стэн Вавринка / Марк-Андреа Хюслер \| 6 2 \| 6 2 \| \| \| |                                                                      |                                                                      |             |     |     |  |
| |                                                                      |                                                                      | 1           | 2   | 3   |  |
| 1 | Франция · Швейцария                                                  | Адриан Маннарино Доминик Штриккер                                    | 3 6         | 6 1 | 6 4 |  |
| 2 | Франция · Швейцария                                                  | Юго Эмбер Стэн Вавринка                                              | 6 4         | 6 4 |     |  |
| 3 | Франция · Швейцария                                                  | Николя Маю / Эдуар Роже-Васслен Стэн Вавринка / Марк-Андреа Хюслер   | 6 2         | 6 2 |     |  |